# Горобиевка (Макаровский район)
Горобиевка (укр. Горобіївка) — село, входит в Макаровский район Киевской области Украины.
Население по переписи 2001 года составляло 248 человек. Почтовый индекс — 08072. Телефонный код — 4578. Занимает площадь 0,94 км². Код КОАТУУ — 3222780602.

## Местный совет
08013, Київська обл., Макарівський р-н, с. Бишів, вул. Київська, 48